# Asuncion (stad)
Asuncion (Spaans: Asunción; volledige naam: Nuestra Señora Santa María de la Asunción) is de hoofdstad van Paraguay.
De stad heeft een inwonertal van ca. 525.000 inwoners. De Nationale Dienst van het Kadaster (SNC) deelt de hoofdstad in in zes stadsdistricten: La Catedral (9,45 km²), La Encarnación (13,41 km²), La Recoleta (24,30 km²), San Roque (26,57 km²), Santa Maria de Asunción (19,16 km²) en Santísima Trinidad (35,24 km²); samen 128,13 km².
De agglomeratie met de naam Gran Asunción, omvat de steden San Lorenzo, Fernando de la Mora, Lambaré, Luque, Mariano Roque Alonso, Ñemby en Villa Elisa en heeft bijna 1,9 miljoen inwoners.
Het is de zetel van de overheid, de belangrijkste haven en het industrieel en cultureel centrum van het land. De stad ligt aan de rivier de Paraguay. Het Spaanse woord asunción betekent Maria-Tenhemelopneming.
Tot 1996 werd de stad bediend door een tram.

## Geschiedenis
De stad werd gesticht in 1537 door Juan de Salazar, waarmee ze een van de oudste steden van het Zuid-Amerikaanse continent is. Ze kreeg al snel de bijnaam Madre de ciudades (Moeder der steden), omdat vanuit hier vele koloniale expedities vertrokken. De stad werd het centrum van een grote Spaanse koloniale provincie, bestaande uit delen van Brazilië, het huidige Paraguay en noordoostelijk Argentinië. In 1731 vond onder leiding van Juan de Ayolas een opstand tegen de Spaanse overheersing plaats. De opstand faalde, maar het wakkerde wel het onafhankelijkheidsstreven aan onder de criollos, mestiezen en indianen. In 1811 werd de onafhankelijkheid van Paraguay gerealiseerd.
Carlos Antonio López werd president van Paraguay. Hij liet een nieuw economisch beleid uitvoeren. Er werden wegen in het land aangelegd en de straten kregen namen. Er werden meer dan 400 scholen gesticht en er werden fabrieken gebouwd. Asuncion had de eerste spoorwegdienst van Zuid-Amerika.
Nadat López stierf, werd zijn zoon Francisco Solano López president en leidde het land de rampzalige Oorlog van de Drievoudige Alliantie in die 5 jaar duurde. Asuncion werd bezet door Braziliaanse troepen. Vele historici hebben beweerd dat deze oorlog een neergang van de stad en het land heeft veroorzaakt, waarvan die nooit hersteld zijn; twee derde van de bevolking van het land kwam om. De vooruitgang is in ieder geval sindsdien enorm vertraagd; de economie heeft zich constant in stagnatie bevonden.
Een van de meest dramatische gebeurtenissen in de recente geschiedenis was de grote supermarktbrand op 1 augustus 2004, waarbij ten minste 446 mensen omkwamen. Het grote aantal slachtoffers was voor een groot deel te wijten aan de door bewakers (op bevel van de eigenaar van de supermarkt) gesloten nooduitgangen om te voorkomen dat mensen niet zouden betalen. President Nicanor Duarte bezocht onmiddellijk de plaats des onheils. Hij kondigde drie dagen van nationale rouw af.

## Cultuur

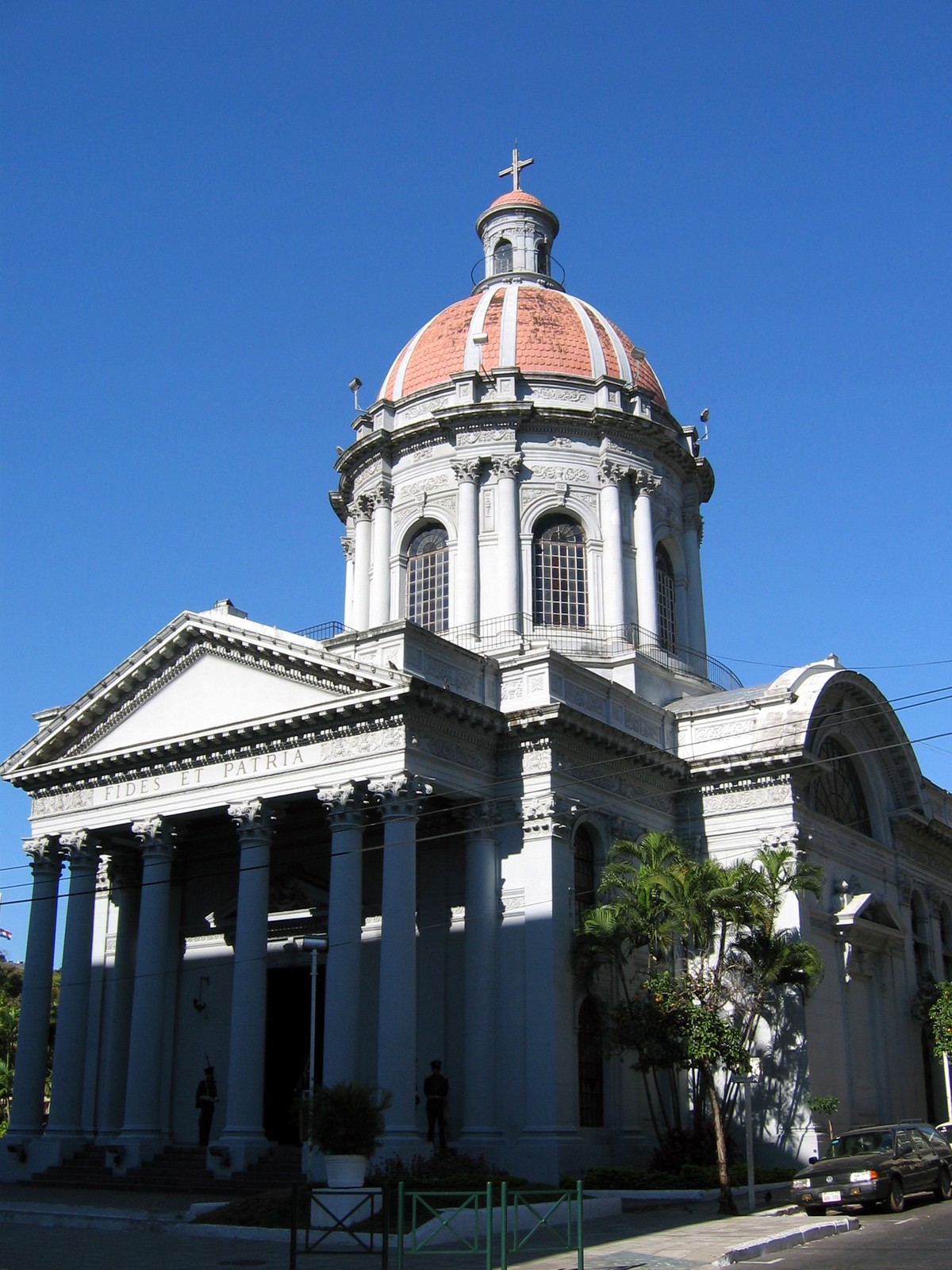
Panteón de los Héroes in Asunción

Asuncion is de zetel van de regering, belangrijkste luchthaven en economisch en cultureel centrum van Paraguay. De belangrijkste industrieën zijn textiel en tabak.
De stad kent een aantal opmerkelijke gebouwen, waaronder het Panteón Nacional – een kleinere versie van het Hôtel des Invalides – waar de nationale helden begraven zijn. Daarnaast zijn de Catedral Metropolitana en de Casa de Independicia voorbeelden van het koloniale erfgoed. De oude koloniale stad is grotendeels verdwenen in de jaren 70 en 80 van de 20e eeuw door renovatie.
Asuncion is sinds 1547 een rooms-katholiek bisdom en sinds 1929 een aartsbisdom. Ongeveer 90% van de bevolking is rooms-katholiek.

## Sport
De Paraguayaanse voetbalcompetitie wordt al ruim een eeuw gedomineerd door clubs uit Asuncion. De vier succesvolste clubs zijn Olimpia, Cerro Porteño, Club Libertad en Guaraní. Het stadion Estadio Defensores del Chaco is het grootste voetbalstadion van de stad en wordt gebruikt door het Paraguayaans voetbalelftal en soms door clubs. In 1979 en 1999 werd de finale van de Copa América in dit stadion gespeeld. 

## Stedenbanden
- Buenos Aires (Argentinië)
- Chiba (Japan)
- Miami-Dade County (Verenigde Staten)
- São Paulo (Brazilië)

## Bekende inwoners van Asuncion

### Geboren
- Carlos Antonio López (1792-1862), president van Paraguay (1844-1862)
- Francisco Solano López (1827-1870), president van Paraguay (1862-1870)
- Arsenio Erico (1915-1977), voetballer
- Augusto Roa Bastos (1917-2005), schrijver
- Carlos Maciel (1946), voetbalscheidsrechter
- Ticio Escobar (1947), kunstcriticus, conservator en minister
- Luis Galarza (1950-2024), Boliviaans voetballer en voetbalcoach
- Adalberto Martínez Flores (1951), kardinaal
- Víctor Pecci (1955), tennisser
- Horacio Cartes (1956), president van Paraguay (2013-2018)
- Federico Franco (1962), president van Paraguay (2012-2013)
- Jorge Luis Campos (1970), voetballer en voetbalcoach
- Carlos Torres (1970), voetbalscheidsrechter
- Mario Abdo Benítez (1971), president van Paraguay (2018-heden)
- Roque Santa Cruz (1981), voetballer
- Leryn Franco (1982), speerwerpster
- Dante López (1983), voetballer
- Fabrizio Zanotti (1983), golfer
- Édgar Barreto (1984), voetballer
- Dario Lezcano (1990), voetballer
- Federico Santander (1991), voetballer
- Júnior Alonso (1993), voetballer
- Omar Alderete (1996), voetballer
- Giuliana Poletti (2000), beachvolleyballer
- Joshua Dürksen (2003), autocoureur
- Julio Soler (2005), Argentijns voetballer

## Galerij

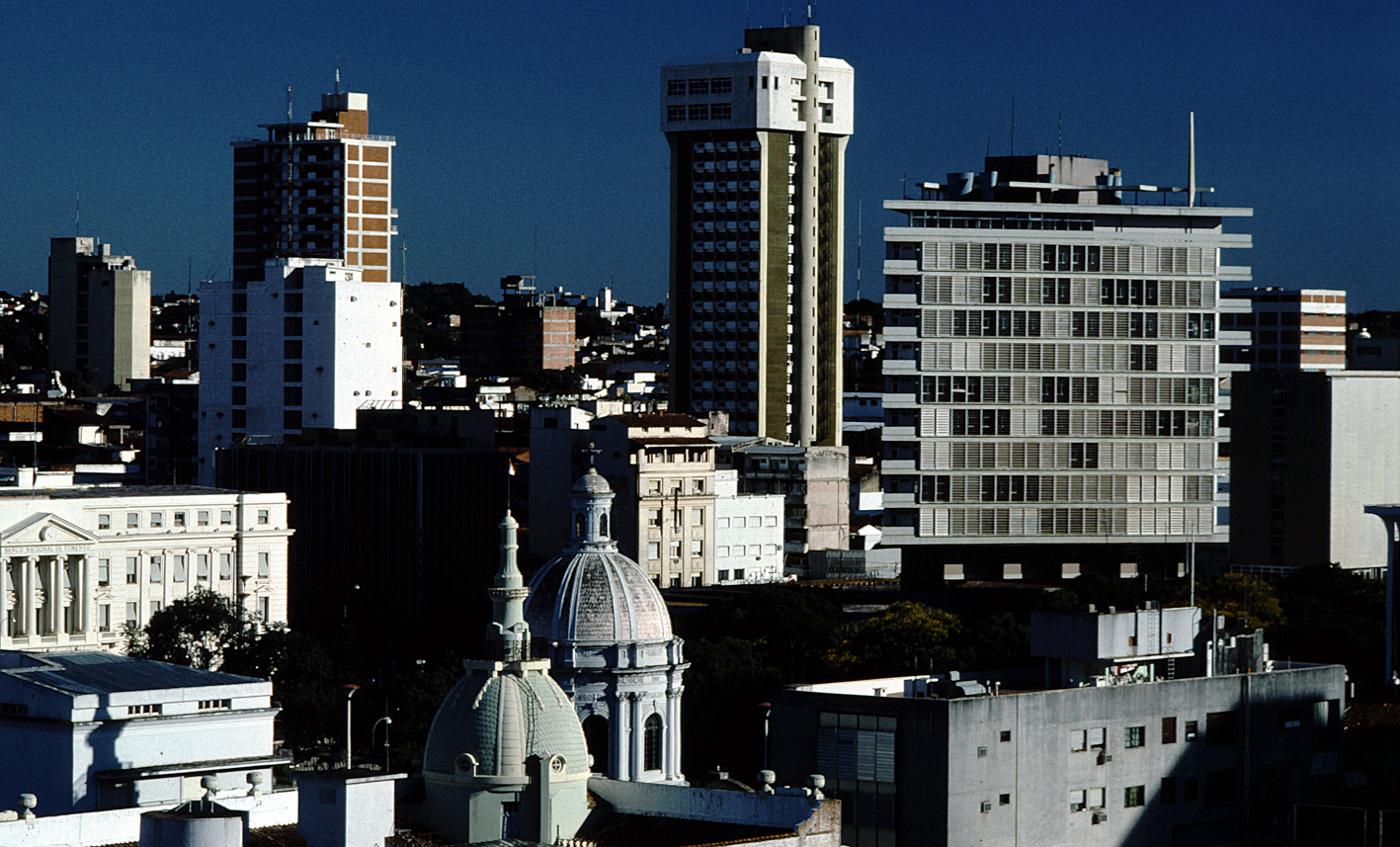
Skyline centrum Asuncion
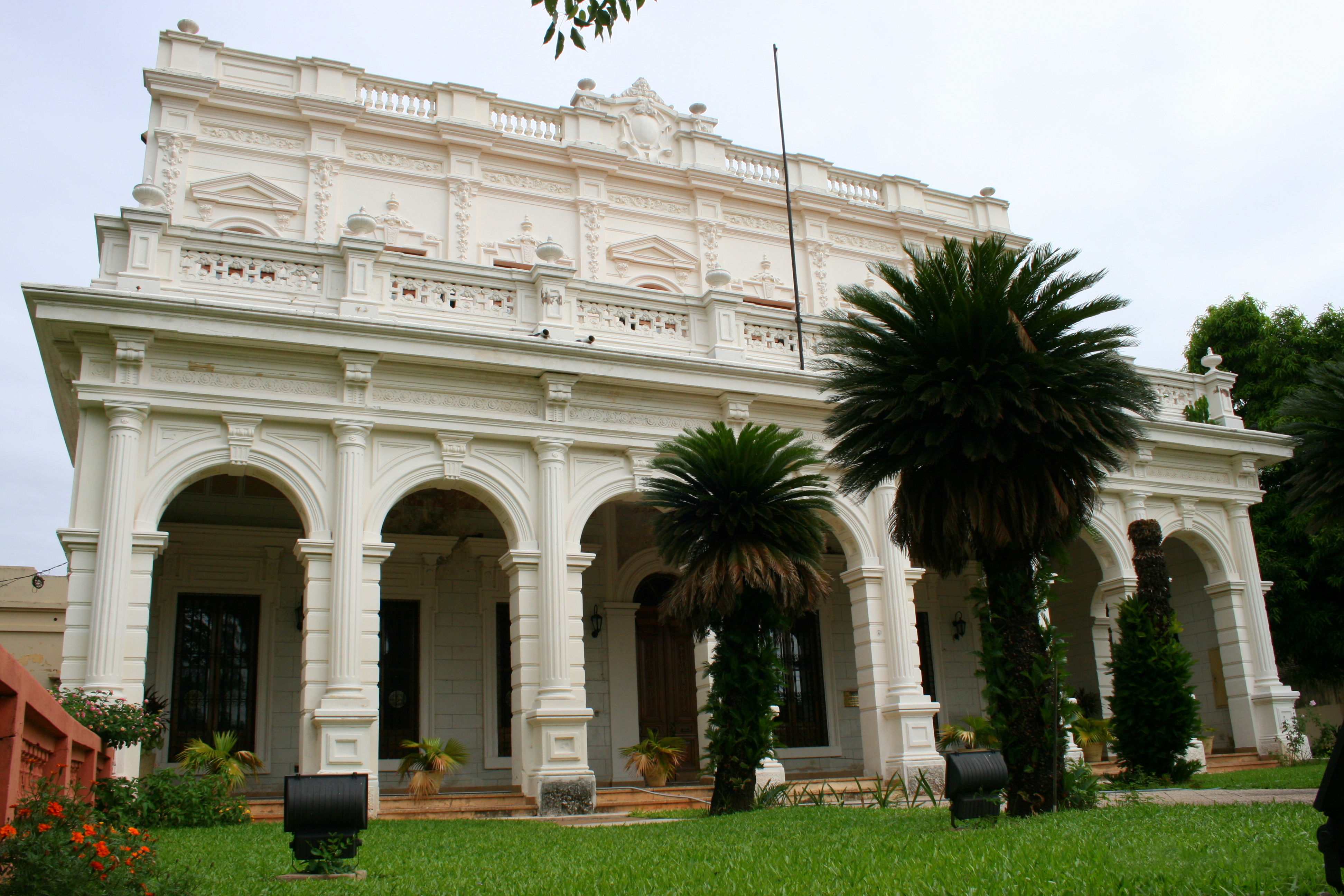
Univ Nacional de Asunción
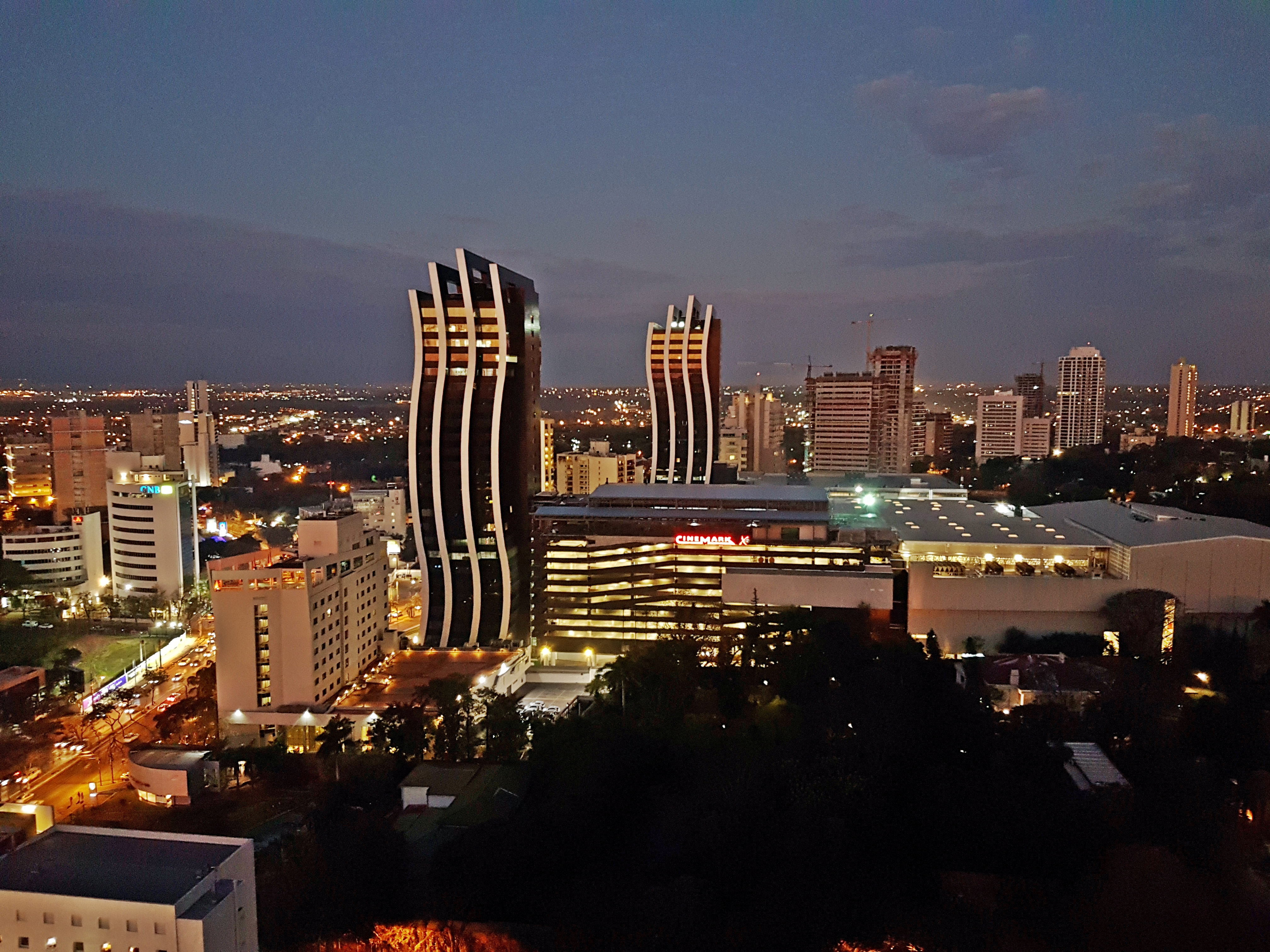
Asunción Business Center
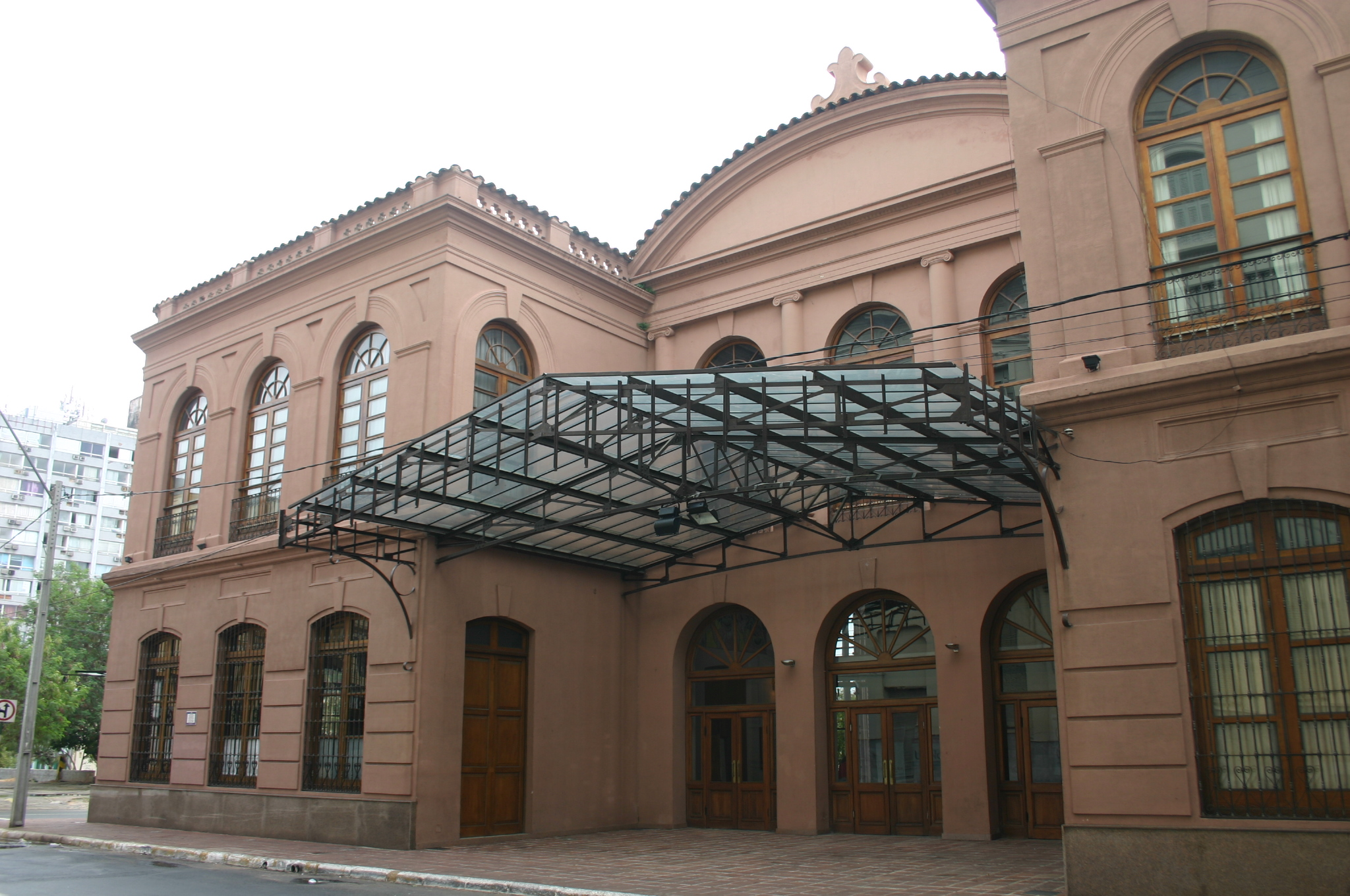
Teatro Municipal Ignacio A. Pane